# Herb województwa bialskopodlaskiego

Herb województwa bialskopodlaskiego

Herb województwa bialskopodlaskiego przedstawiał w polu czerwonym na srebrnym koniu w biegu z rzędem błękitnym rycerza zbrojnego błękitnego z takąż tarczą na ramieniu, na której złoty krzyż patriarszy.
Herb został ustanowiony Rozporządzeniem Nr 5 Wojewody Bialskopodlaskiego z dnia 29 marca 1996 r. w sprawie ustanowienia herbu województwa.